# Leichtathletik-Ostzonenmeisterschaften 1948
Die Zonen-Meisterschaften in der Leichtathletik fanden am 18. und 19. September 1948 in Chemnitz statt.
Sie waren die ersten Gesamtmeisterschaften in der Sowjetischen Besatzungszone. Startberechtigt waren Sportler und Sportlerinnen aus den fünf Ländern, Athleten aus Berlin nahmen nicht teil, für sie gab es Gesamtberliner Meisterschaften.

## Ergebnisse (Auswahl)

### Männer
- 100 Meter
  - 1. Heinz Birkemeyer (SG Erfurt-Nord), 10,8 s
  - 2. Willi Drewniok (SG Burg), 10,9 s
  - 3. Fritz Lacina (SG Polizei Potsdam), 11,0 s
- 200 Meter
  - 1. Rolf Cichon (SG Chemnitz-Bernsdorf), 23,2 s
  - 2. Fritz Lacina (SG Polizei Potsdam), 23,4 s
  - 3. Karl Lehmann (SG Gera-Mitte), 23,5 s
- 400 Meter
  - 1. Rolf Töpelt (SG Gohlis Nord Leipzig), 50,7 s
  - 2. Kurt Edel (SG Polizei Potsdam), 51,3 s
  - 3. Heinz Homburg (SG Wismar Süd), 53,0 s
- 800 Meter
  - 1. Erhard Bohla (SG Gohlis Nord Leipzig), 2:00,3 min
  - 2. Otto Tarruhn (SG Magdeburg-Sudenburg), 2:00,9 min
  - 3. Heinz Beckmann (SG Wismar Süd), 2:03,0 min
- 1500 Meter
  - 1. Rudolf Kahnt (SG Tröglitz), 4:17,1 min
  - 2. Walter Hölzermann (SG Bergen), 4:19,8 min
  - 3. Gerhard Bierbaum (SG Chemnitz), 4:20,8 min
- 5000 Meter
  - 1. Hans Kruse (SG Neustadt-Glewe), 16:14,8 min
  - 2. Rudolf Kahnt (SG Tröglitz), 16:15,4 min
  - 3. Otto Kalkhoff (SG Burg), 16:18,0 min
- 4 × 100 Meter
  - 1. SG Leipzig-Lindenau-Aue, mit (Wolfgang Müller, Karl Scholz, Heinz Kießling, Dr. Josef Nöcker), 44,9 s
  - 2. SG Erfurt-Nord, mit (Rolf Schablinski, Gerhard Rasch, Gerhardt Schmolinsky, Heinz Birkemeyer), 44,9 s
  - 3. SG Ernst Abbe Jena, mit (Erich Leitel, M. Trillhoff, Gerhard Eichhorn, Gerhard Junghänel), 45,3 s

- Hochsprung
  - 1. Karl-Heinz Langhoff (SV DVP Rostock), 1,80 m
  - 2. Hans-Jürgen Zirk (SG Warnemünde), 1,70 m
  - 3. Karl-Heinz Balzer (SG Halle-Giebichenstein), 1,70 m
- Stabhochsprung
  - 1. Helmut Steiner (SG Gersdorf), 3,30 m
  - 2. Karl-Heinz Balzer (SG Halle-Giebichenstein), 3,20 m
  - 3. Reinhard Bahner (SG Oberlungwitz), 3,20 m
- Weitsprung
  - 1. Karl Scholz (SG Leipzig-Lindenau-Aue), 6,68 m
  - 2. Georg Frister (SG Gera Mitte), 6,50 m
  - 3. Gerhard Richter (SG Halle-Giebichenstein), 6,46 m

### Frauen
- 100 Meter
  - 1. Elfriede Sander (SG Ernst Abbe Jena), 12,9 s
  - 2. Siegfriede Dempe (SG Ernst Abbe Jena), 13,0 s
  - 3. Inge Kühn (SG Dresden), 13,3 s
- Hochsprung
  - 1. Erika Gehrke (SG Bergen), 1,48 m
  - 2. Jutta Drefahl (SG Ludwigslust), 1,45 m
  - 3. Marianne Quasthoff (SG Aschersleben), 1,40 m

- Diskuswurf
  - 1. Hildegard Peters (SG Apolda), 33,66 m
  - 2. Edith Uhlig (SG Chemnitz-Hilbersdorf), 31,94 m
  - 3. Margot Eder (SG Halle-Giebichenstein), 30,62 m

- Speerwurf
  - 1. Luise Krüger (SG Friedrichstadt), 35,94 m
  - 2. Elfriede Schneemann (BSG Otto Schott Jena), 34,59 m
  - 3. Erika Seibt (SG Halle-Giebichenstein), 33,80 m